# Stazione di Sone (Osaka)
La stazione di Sone (曽根駅?, Sone-eki) è una stazione delle Ferrovie Hankyū sulla linea Takarazuka situata nella città di Toyonaka.